# Led Zeppelin United Kingdom and Scandinavian Tour 1969
Led Zeppelin United Kingdom and Scandinavian Tour 1969 var en konsertturné med det brittiska hårdrocksbandet Led Zeppelin i Storbritannien, Sverige och Danmark 1969. Under den här turnén gjorde Led Zeppelin ett antal teveframträdanden, bland annat i Danmark den 17 mars som finns på Led Zeppelin dvd. Led Zeppelins debutalbum hade släppts i Storbritannien tidigare samma år.

## Låtlista
De låtar som spelades var dels från Yardbirds repertoar, dels från debutalbumet Led Zeppelin. En trolig låtlista med viss variation är följande:
1. "Train Kept A-Rollin'" (Bradshaw, Kay, Mann)
2. "I Can't Quit You Baby" (Dixon)
3. "As Long As I Have You" (Mimms)
4. "Dazed and Confused" (Page)
5. "Communication Breakdown" (Bonham, Jones, Page)
6. "You Shook Me" (Dixon, Lenoir)
7. "White Summer"/"Black Mountain Side" (Page)
8. "Pat's Delight" (Bonham)
9. "Babe I'm Gonna Leave You" (Bredon, Page, Plant)
10. "How Many More Times" (Bonham, Jones, Page)
11. "Killing Floor" (Burnett)

## Turnédatum
- 01/03/1969  Fishmonger's Hall - London, England
- 02/03/1969  Van Dyke Club - Plymouth, England.
- 03/03/1969  Playhouse Theatre - London, England (BBC)
- 05/03/1969  The Locarno - Cardiff, Wales
- 07/03/1969  Hornsey Wood Tavern - London, England
- 10/03/1969  Cooks Ferry Inn - Edmonton, England
- 12/03/1969  Leicester University, Leicester, England.
- 14/03/1969  Stockholms konserthus - Stockholm, Sverige (eftermiddagsspelning)
- 14/03/1969  Uppsala universitet - Uppsala, Sverige (kvällsspelning)
- 15/03/1969  Teen Clubs Box 45, Egegaard, Skole - Gladsaxe, Danmark (eftermiddagsspelning)
- 15/03/1969  Brondby Pop-Club, Norregard Hallen - Brøndby, Danmark (kvällsspelning)
- 16/03/1969  Tivolis Koncertsal, Köpenhamn, Danmark (2 spelningar)
- 17/03/1969  TV-Byen, Gladsaxe, Danmark (Dansk TV)
- 21/03/1969  "How Late It Is"  - London, England (BBC TV)
- 22/03/1969  Mother's Club - Birmingham, England
- 24/03/1969  Cooks Ferry Inn - Edmonton, England.
- 25/03/1969  British Supershow - Staines, England
- 28/03/1969  Marquee Club - London, England
- 29/03/1969  Bromley College of Further & Higher Education - Bromley, England
- 30/03/1969  Potter's Bar - Southall, England
- 01/04/1969  Klook's Kleek - Hampstead, England.
- 05/04/1969  Roundhouse - London, England
- 08/04/1969  The Cherry Tree - Welwyn Garden City, England
- 12/04/1969  Toby Jug - Tolworth, England
- 14/04/1969  Stoke-On-Trent, England
- 17/04/1969  Sunderland, England